# Елевтерий
Елевтерий (на латински: Eleutherius) е римски папа от 174/175 г. до 189 г.
Денят, в който се почита паметта му е 26 май. Погребан е във Ватикана, близо до тялото на св. Петър. По-късно, през 1591 г., тленните му останки са преместени в църквата „Света Сузана“ по желание на Камила Перети, сестра на папа Сикст V.
Елевтерий, папа Римски, е различен от свещеномъченик Елевтерий, епископ Илирийски, чиято памет Българската православна църква отбелязва на 15-ти декември.
1. ↑  Пловдивска света митрополия. "Житие на свети свещеномъченик Елевтерий" //   Посетен на 2023-12-10.